# غلي (بدرانلو)
غلي (بالفارسية: گلی) هي قرية تقع في إيران في قسم بدرانلو الريفي. يقدر عدد سكانها بـ 1,222 نسمة .